# がんばれゴエモン〜大江戸大回転〜
『がんばれゴエモン 大江戸大回転』（がんばれゴエモン おおえどだいかいてん）は、2001年3月29日にコナミより発売されたプレイステーション（PS）のゲームソフト。2001年11月22日にコナミ・ザ・ベスト、2002年12月12日にPS one Booksで再発売された。がんばれゴエモンシリーズのPS版第3作目。

## 物語
空前の“リサイクルブーム”に湧く大江戸はぐれ町。ブームに便乗してごみ拾いをしていたゴエモン達の前に、巨大な空き缶に追われるヤエちゃんが飛び込んできた。ゴエモンが空き缶を撃退すると今度はサスケが「江戸城が空き缶のバケモノに襲われた」という情報を持ってやってきた。
事のすべてがリサイクル王を自称し日本全土リサイクル計画を企む謎のオヤジ「エコロリ斎」の仕業であることを知ったゴエモンたちは、エコロリ斎率いる悪のリサイクル軍団に立ち向かうのであった。

## ゲームの概要
本作のテーマは「リサイクル」であり、ゲームの構成要素の大部分を過去のシリーズ作品から流用している。
ゲーム全体のシステム構成はSFC版『2』『きらきら道中』を踏襲したエリアマップ式の2D横スクロールアクションとなっており、道中・町・城ステージのマップ構成も全てSFC時代と同じで、3Dグラフィックながら完全な2D構成の横スクロール・見下ろし型マップで作られている（『でろでろ道中』のようなポリゴン描写による立体感を活かしたマップ構成やギミックなどはない）。インパクト戦のシステムは『ネオ桃山幕府のおどり』から、音楽は『ネオ桃山幕府のおどり』『でろでろ道中』のサウンドトラック音源と『もののけ双六』の一部楽曲からの流用となっている。また、過去のシリーズに登場した敵やボスが“リサイクル”されて登場するのも大きな特徴である。ムービーはオープニング・エンディング含めフルボイスとなっている。

## ステージの種類
道中ステージ
いわゆるアクションステージ。制限時間内に道中を進み、ゴールタヌキを叩くとクリア。ステージによってはニセタヌキがいるものもあり、ニセタヌキを叩いてもステージクリアにはならない。
町ステージ
よろず屋や宿屋、民家（ステージによっては温泉やミニゲームも）などが立ち並ぶ。スリ、泥棒、浪人、魚売り、犬以外の通行人を叩くと役人に攻撃されるので注意。「通行手形」を手に入れて関所を通過することでクリアとなる。
町の施設
民家
重要な情報からどうでもいい話まで聞くことができる。
よろず屋
敵の攻撃を防ぐ鎧や兜、自動で体力を回復してくれるおにぎりなどを売っている。町によってはよろず屋で通行手形を買わないと先に進めないことも。
宿屋
体力を回復してくれるほか、旅日記をつけてゲームをセーブするときにも訪れる。キャラクターによって寝姿が違う。
温泉
キャラクターによって女湯・男湯のどちらに入るかで体力の回復の仕方が違う（体力が満タンのときに正しい方に入ると残機が1つ増える）。なお、2Pプレイでヤエと混浴すると、男性キャラは気絶する。
めし屋
その場で体力を回復する。町によってメニューは異なる。
大江戸ツーリスト
お金を払うと、前に行ったことのある町まで転送してくれる。
関所
町の出口に設置されていて、町ごとの通行手形がないと通ることができない。
ミニゲーム
- サイコロ賭博
- 「えあわせサブちゃん」の絵合わせ
- 「ハンマーハマちゃん」のもぐらたたき
- 「じゃんけんケンちゃん」の叩いてかぶってジャンケン

城ステージ
道中ステージと同じアクションステージだが、ステージの最後にいるボスを倒すとクリアとなる。この作品のみクリア後も入る事ができる。
インパクトステージ
ボスの操る巨大からくりメカとゴエモンインパクトで対決する主観視点によるアクションバトル。前哨戦ステージは存在せず、特定エリアの城ステージクリア後にそのまま開始される。敵のからくりメカを倒すとクリアとなる。
こちらもクリア後に再戦が可能。

## 登場人物

### プレイヤーキャラクター
本作では全ての武器・特殊能力は最初からすべて所持しており、最初のエリアの時点で全員揃った状態でゲーム開始となる。キャラクターチェンジはポーズ画面でキャラクターを指定することで行う。
ゴエモン
声 - 松本保典
- 攻撃：キセル（メイン）/小判（サブ）
- 特殊：チェーンキセル…キセルの先端が伸びて敵を攻撃。卍ブロックを捕まえてぶら下がることもできる。

エビス丸
声 - 緒方賢一
- 攻撃：ハリセン（メイン）/手裏剣（サブ）
- 特殊：ハリセン滑空…△ボタンを押している間滑空し続ける。ただし、ボタンを離したりダメージを受けたりすると解除される。

サスケ
声 - 坂本千夏
- 攻撃：クナイ（メイン）/花火爆弾（サブ）
- 特殊：サスケダイブ…水中を自由に移動できる。△ボタンを押すと前方にダッシュして攻撃。

ヤエ
声 - 笠原留美
- 攻撃：刀（メイン）/ヤエバズーカ（サブ）　※タメ攻撃でホーミング弾になる。
- 特殊：人魚変化の術…水中を自由に移動できる。△ボタンを押すと前方にダッシュして攻撃。

本作では他のメインキャラクターとの頭身の差が明確になり、上方向へのリーチが伸びている。

### 敵キャラクター
本作品の敵キャラクターは、エコロリ斎によって過去の作品から“リサイクル”された者達である。その他のザコ敵は本作品オリジナルのものに加え、『マッギネス』『獅子重禄兵衛』『きらきら道中』『ネオ桃山幕府』などに登場したもので構成されている。また、本作オリジナルの敵キャラの一部も過去作のキャラの設定等をリサイクルしている。
カブキ男
エリア1のボス。初登場以来、サイボーグとしてリサイクルされること幾千度、因縁深い不屈の男。今回は体に「再」の文字が描かれ、背中に空き缶を背負っている。
ミスター・プラズマ
エリア2のボス。64で初登場した魅惑の占い師でゴエモンの度の手助けをする立ち回りだが、本作では敵である。
容姿、言動、何をとっても怪しいが、占いの実力は確からしい。体からプラズマを発することができる。
スーパー・ダンシン（春風弾神）
エリア3のボス。女性に大人気の華のミュージカルスター。桃山時代を舞台にしたミュージカルに感動し、日本全土を自らの舞台に改造しようとした。
『ネオ桃山幕府』でゴエモン達に敗れ、マーガレット・蘭子と共に宇宙の彼方に吹き飛ばされたが、エコロリ斎のリサイクルパワーにより再び地球に現れた。
今作では水中で戦うことになり、それに合わせてコスチュームも大幅に変わっている。なお、蘭子は登場しない。
はらきりセップク丸
エリア4のボス。全宇宙を又にかけ、あらゆるスポーツを極めたスポーツマン（乗っている船は「スポーツマンシップ」）。体内に軽く宇宙も吹っ飛ぶ爆弾が仕込まれているのに究極のスポーツ「セップク」を極めようとしたため、大騒動となった。『きらきら道中』で太陽に突入して消滅したと思われたが、エコロリ斎のリサイクルパワーによって復活し、ゴエモン達にリベンジしようとする。
スポーツ用品を放り投げたり、画面奥に停泊しているスポーツマンシップ号に乗り移ってボールを蹴り飛ばしたりして攻撃してくる。
マッギネス将軍
エリア5のボス。ウサギと日本文化をこよなく愛する元宣教師（推定39歳）。そのやや間違った愛情ゆえに日本を占領しようと目論んだ。その後改心して福引屋になったらしいが、エコロリ斎のリサイクルパワーによって悪の心が復活し、再びゴエモン達の前に姿を現す。
スチールファイブ
エリア6のボス。エコロリ斎が作った空き缶ロボットの幹部。赤・青・黄・緑・黒の5色がいて、青がサイダー、黒がコーヒーの空き缶と推測される。
『奇天烈将軍マッギネス』におけるマーブル五人衆のリサイクルキャラ。
エコロリ斎
声 - 高木渉
エリア6のボスかつ本作のラストボス。「リサイクル王」を名乗る、バテレン好きの日本人発明家。海の向こうでリサイクルが流行っていると知って自らも活動を始めるが何か勘違いしているらしく、自らゴミを作り出してはそれをリサイクルして回る。空き缶をリサイクルして作った缶忍軍団で日本自体をリサイクルするべく動き出す。
頭に大きな地球儀みたいなものを被った間抜けな姿をしているが、人間までもリサイクルして別のものに変えてしまう力を持つ。ゆき姫に恋心を抱くも、思いを伝える手段は惚れ薬。バレてあえなく玉砕した。
目的は異なれど、立ち位置や部下のスチールファイブの関係共々、彼自身もマッギネス将軍の設定をリサイクルしている。

### 敵巨大からくり人形
リサイクルメカ1号（チョー戦国メカ） カブキファイナル
エリア1のインパクト戦ボス。『でろでろ道中』のラスト前の地底界エリアのインパクト戦ボスとして登場し、カブキ64の魂がこもった巨大メカ。本作ではリサイクルメカの1号機として再登場。『でろでろ道中』では水上で戦っていたが、本作では地上で戦う。
リサイクルメカ2号（魅惑のマーメイド） タイサンバ5
エリア3のインパクト戦ボス。『ネオ桃山幕府』で幻の機体「たいさんば」を復活させたバージョン2として初登場した後、『でろでろ道中』で3・4とシリーズが進むごとにバージョンが上がっていく水中仕様巨大メカであるリサイクルメカの2号機。3並びに4と同じ青色になっている。
リサイクルメカ3号（からくり横綱メカ） 千秋楽R
エリア5のインパクト戦ボス。リサイクルメカの3号機で、『奇天烈将軍マッギネス』のエリア1のインパクト戦ボスとして登場した千秋楽の強化型。足を廃したことで機動力が上がったが、相撲の技が張り手ぐらいしかない点は原型と同じのままである。

### その他の登場人物
物知り爺さん
幾多の発明品とトラブルを生み出した、伊賀出身の発明家。サスケの生みの親。
今作ではストーリーにはかかわらないが、彼からのクエストをこなすと手形をくれる。
おみっちゃん
声 - 仲西環
しばらくぶりに脇役に戻ったはぐれ町の茶屋の看板娘。
殿様
江戸城のもともとの持ち主。エコロリ斎の力でわらじ屋にリサイクルされてしまった。
ゆき姫
声 - 石川静
しばらくぶりにさらわれ役に戻った江戸城の姫様。他シリーズとは異なり気が強い。
クロベー
声 - 冨永みーな
表向きはゆき姫のペットとして彼女を守る忍者猫。エコロリ斎の動向を探り、ゴエモン一向をサポートする。

## 主なスタッフ
- ディレクター：下間正巳、富田英揮
- プランニング：川島大吾、丹羽国彦、中西厚
- サウンド：井田屋香里、大内伸弘
- チーフディレクター：堀江浩司
- プロダクトデザインディレクター：田谷利江子、小出英貴、新川秀明
- サウンドプロデューサー：富田朋也
- プロデューサー：汾陽桂太、蛭子悦延
- エグゼクティブプロデューサー：梅崎重治